# 월가
월가 또는 월 스트리트(영어: Wall Street)는 뉴욕시 맨해튼 남부에 위치한 거리이다. 금융기관이 집중되고 여러 고층빌딩이 임립해 있는 이 지구는 식민지 시대에 성벽으로 둘러싸여 있어 '월 스트리트'라는 이름이 생겼다. 월가는 브로드웨이 내리막길(Broadway downhill)로부터 금융행정구 역사중심지를 통과하여 사우스가까지 이어진다. 월가는 뉴욕 증권거래소의 소재지이며, '월 스트리트'란 명칭은 시간이 지나면서 주변 지역을 지리적으로 일컫는 이름이 되었다. 미국의 '영향력 있는 금융세력'을 환유적으로 말할 때 월 스트리트라는 말을 사용하기도 한다.
NYSE, NASDAQ, AMEX, NYMEX, NYBOT 등 미국의 여러 주요 증권 및 기타 거래소는 지금도 맨해튼 금융행정구 내 월가에 본사를 남겨두고 있다. 반면 그 밖에 뉴욕에서 창립된 금용 기관들은 더 이상 월 스트리트에 본사를 두지 않고 맨해튼 미드타운, 뉴욕시 외곽 자치구, 롱 아일랜드, 웨스트체스터군, 코네티컷주 페어필드카운티군, 뉴저지주 등지에 본사를 두고 있다.

## 역사

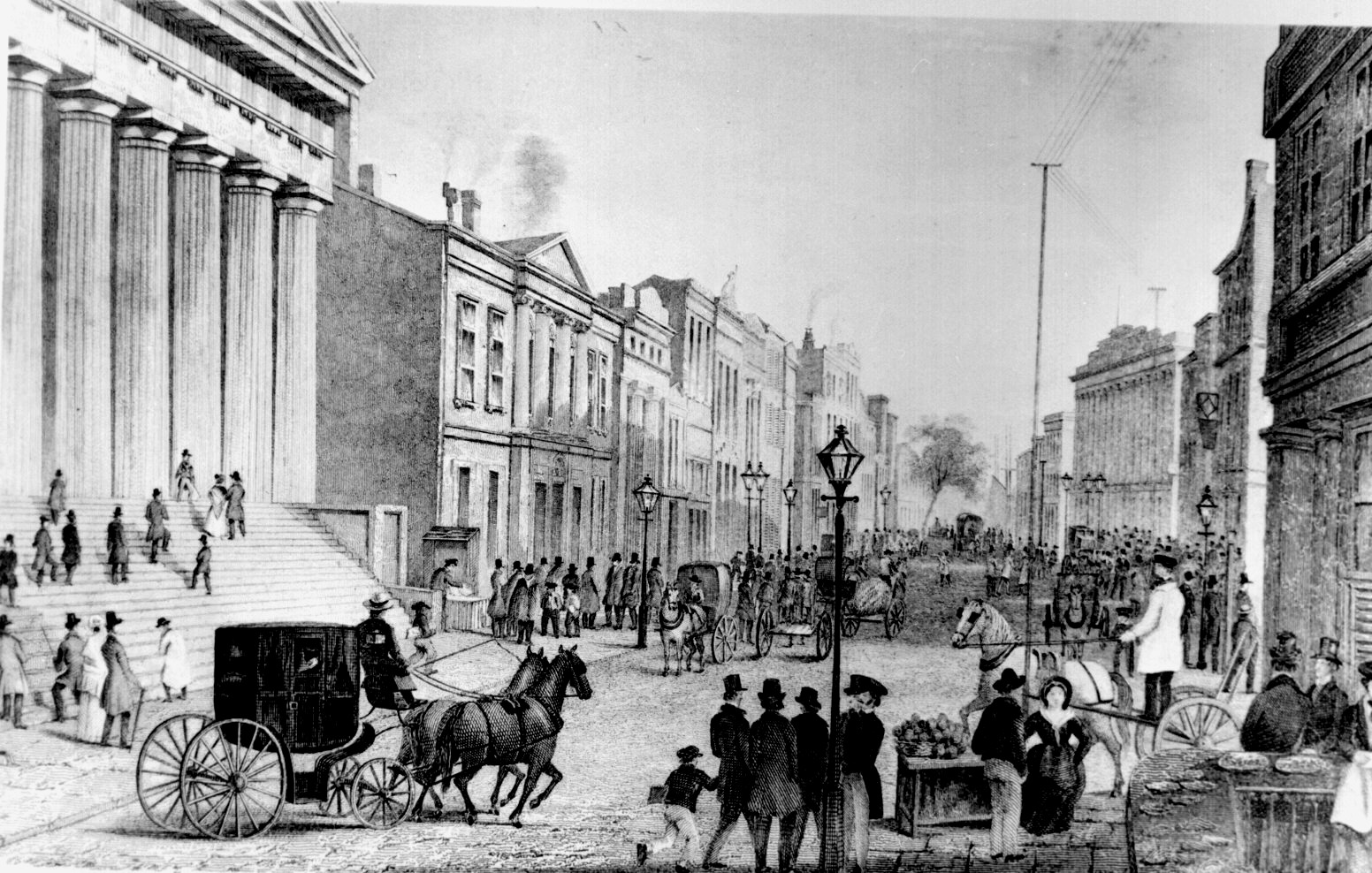
1867년 브로드웨이 코너에서 바라본 월가의 모습. 왼쪽 건물이 당시 미국 세관국경경비국 자리였는데 지금은 페더럴 홀이 되었다.

월가라는 이름은 17세기에 뉴 암스테르담(New Amsterdam)의 북부 경계선을 이 거리로 정했다는 점에서 기원한다. 1640년대에는 기초적인 말뚝과 사각나무기둥(plank) 울타리들이 식민지 토지 지구와 주거 지구(residences)를 나타냈다. 이후 아프리카 노예를 사용하는 부서의 피터 스튜이베산트(Peter Stuyvesant)는 서인도회사를 위하여, 더 강한 방책의 건설에 있어서 네덜란드인을 이끌었다. 영국인들과의 전쟁이 발발했을 때, 목재와 흙으로 된 강력해진 12개의 방어벽(foot wall)이 1652년에 말뚝울타리(palisades)로 요새화되어 만들어졌다. 이 벽은 여러 인디안 종족들, 뉴 잉글랜드(New England)의 식민지 개척자, 그리고 영국인의 공격으로부터의 방어막으로서 만들어지고 세월을 거쳐 강력해졌다. 1685년 측량가들은 원래의 방책의 선을 따라 월스트리트를 펼쳤다. 이 벽은 영국에 의해 1699년 철거되었다.

1840년대 후반까지만 해도 수천마리의 돼지들이 월스트리트 소비 쓰레기(consuming garbage)를 배회하였다. 이것이 초기의 위생 시스템이었다..

18세기 후반에 월스트리트의 기슭에는 거래인들(traders)과 투기꾼들이 모여서 비공식적으로 거래할 수 있는 버튼우드가 있었다. 1794년에 거래인들은 버튼우드 협약(Buttonwood Agreement)으로 그들의 연합을 공식화하였다. 이것이 뉴욕 증권거래소의 기원이었다.
1889년 최초의 주식 보고서 Customers' Afternoon Letter는 이 거리의 이름을 본따서 《월 스트리트 저널》이 되었고, 이제 이 저널은 뉴욕시에서 출판되는 영향력 있는 국제 일간 경영신문이 되었다. 지금은 《USA 투데이》에 이어 두 번째이긴 하지만, 여러 해 동안 이 신문은 미국에서 가장 많은 발행부수를 기록했다. 이 신문은 다우 존스 앤 컴퍼니가 소유하고 있다.

### 쇠퇴와 재활성화
맨해튼 금융행정구는 미국의 가장 큰 비즈니스 행정구역 중의 하나이고, 뉴욕시에서는 미드타운(Midtown Manhattan) 다음으로 크다. 19세기 후반과 20세기 초반에 뉴욕의 공통된 문화(corporate culture)는 마천루(초고층빌딩)의 건설의 제1의 중심이 되는 것이었다(경쟁이 되는 곳은 시카고뿐이다). 이 금융행정구는, 심지어 오늘날에도, 몇 마일 북쪽의 미드타운과 같이 높은 높이에는 달하지 못하지만, 이와는 별개로 실제로 자신의 뚜렷한 스카이라인(skyline)을 형성한다.

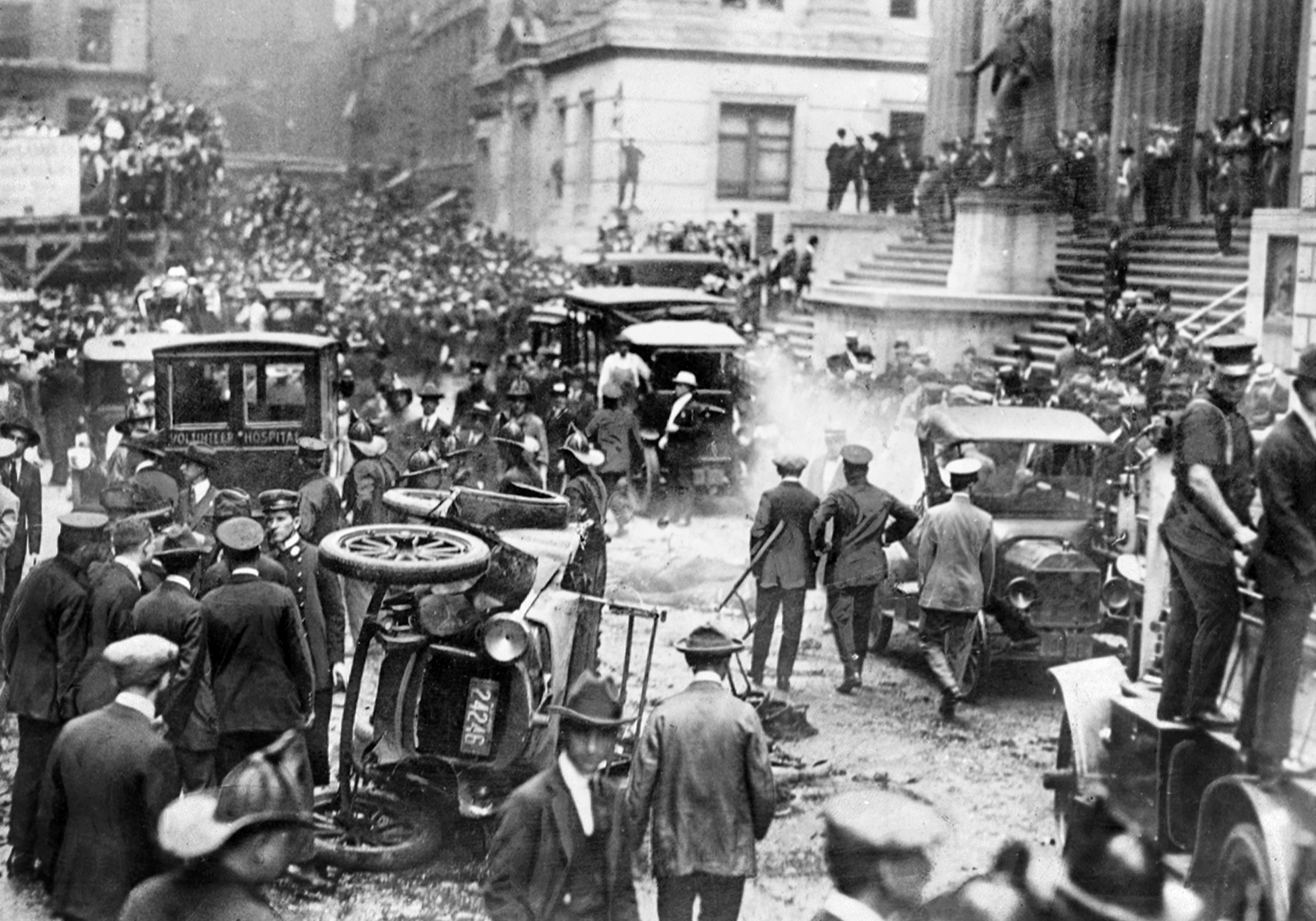
1920년 9월 16일: 월스트리트 23번가의 J.P. Morgan Inc.의 본사 앞에서 폭탄테러가 발생했고, 38명의 사상자와 300명의 부상자를 낳았다.

1914년에 지어진 23 Wall Street는 "House of Morgan"로 알려져 왔고, 수십 년간 은행의 본사들이 소재해 미국 금융의 가장 중요한 주소지였다. 1920년 9월 16일 정오에 한 폭탄이 월스트리트의 은행 앞에서 터졌고, 38명의 사망자와 300명의 부상자를 낳았다. 폭탄이 터지기 조금 전에 세달스트리트(Cedar Street)와 브로드웨이(Broadway)의 모퉁이에 있는 편지함에 경고장이 놓였다. 이 경고는 다음과 같았다. : 우리가 더 이상 묵인하지 않을 것임을 기억하라. 정치범들을 풀어주지 않으면 너희들 모두는 죽을 것이다. 미 무정부주의자 전사들(American Anarchists Fighters). 누가 월스트리트 폭탄테러의 배후에 있었고 왜 그들이 그런 행동을 했는지에 대한 많은 의견들이 있던 가운데, 20년에 걸친 조사 후, 1940년 FBI는 범인을 찾지 못하고 이 사건(the file)을 종결시켰다.

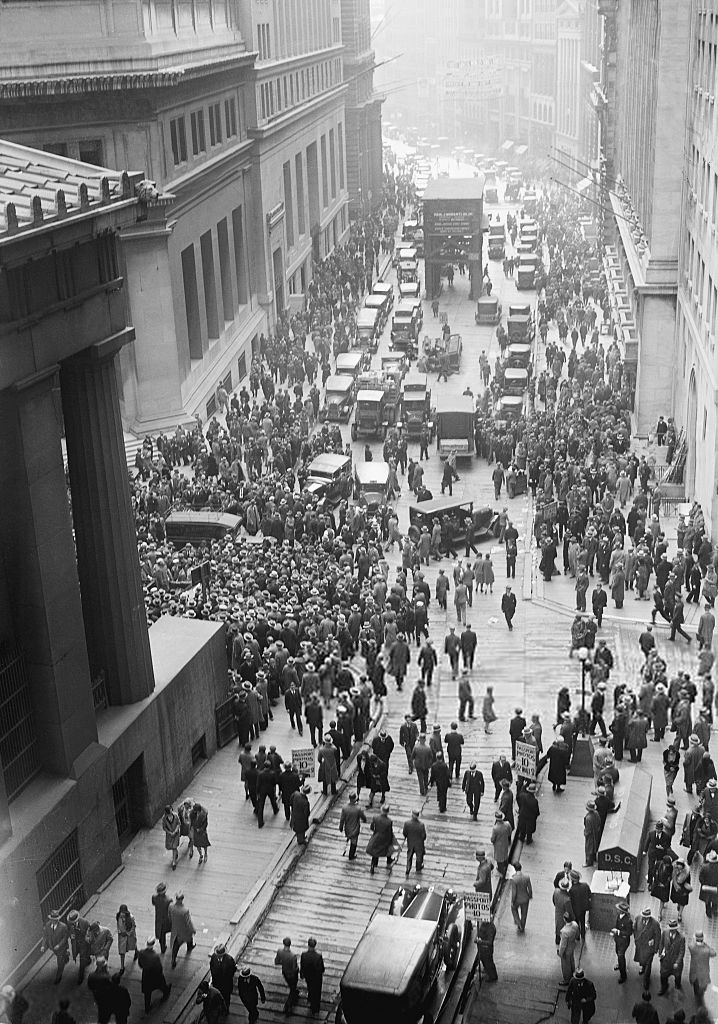
심각한 표정의 인파가 주가 폭락 이후 NYSE 밖으로 모이고 있다.

1929년에 증권시장의 "Great Crash"가 발생하였고, 이는 대공황을 이끌었다. 이 시기 동안에는 금융행정구의 해로운 개발이 침체되었다. 세계 무역 센터(World Trade Center)의 건설은 20세기의 마지막 4분의 3의 기간 동안 행해진 몇 안되는 거대 프로젝트였고, 재정적으로, 이는 지독하게도 전혀 성공적이지 못했다. 몇몇 사람들은 이것이 사실상 도심지의 경제 개발을 고무시키기 위한 목적을 가진, 뉴욕주와 뉴저지(New Jersey)의 Port Authority에 의해 건설된, 정부주도의(government-funded) 프로젝트였다는 것을 지적한다. 국제 거래에 필요한 모든 도구들이 이 복합시설에 제공되기로 예정되어 있었다. 하지만, 초반에는 많은 공간이 공허하게 비어있었다.
그럼에도 불구하고, 몇몇 크고 강한 기업들은 세계 무역 센터의 공간을 구매했다. 더 나아가, 이는 바로 근처의 다른 강력한 회사들을 유혹하였다. 어떤 관점에서는 세계 무역 센터가 금융행정구의 중심을 월스트리트에서 무역 센터 복합시설로 바꾸었다고도 할 수 있다. 세계 무역 센터가 2001년 9월 11일의 공격으로 인하여 붕괴되었을 때, 1970년대가 이 복합시설을 심미적으로 played off하였으므로 이는 새로운 개발의 공백을 남겼다.(it left somewhat of an architectural void as new developments since the 1970s had played off the complex aesthetically.) 그러나 이 공격은, 뉴저지로의 일시적이거나 영구적인 비즈니스의 재배치, 그리고 시카고나 보스톤과 같은 도시들로의 비즈니스 분산으로 인하여 월스트리트에서의 비즈니스의 상실을 가져왔다.
월스트리트와 금융행정구 전체를 놓고 봤을 때 이들은 어떤 기준에 비춰봐도 고층빌딩들로 북적인다. 나아가, 세계 무역 센터의 손실은 사실상 금융행정구 안에 최근 수십 년간 본 적 없는 대규모의 개발을 촉진시켰다. 이것은 부분적으로는 연합, 주 그리고 지방 정부에서 개발을 격려하기 위해 제공한 세금 인센티브 때문이다. 새로운 세계 무역 센터 복합시설은 Daniel Liebeskind의 Memory Foundations 설계도에 기초하고(centered) 있는데, 이는 개발 초기 단계에 있으며 하나의 빌딜은 이미 교체되었다. 이 설계도의 주목할 점은 1,776피트 높이의 Freedom Tower이다. 새로운 주거 건물들이 이미 솟아오르고 있으며, 기존에는 사무공간이었던 건물들이 주거 공간으로 바뀌고 있으며, 이 역시 세금 인센티브를 받는다. 금융행정구로의 더 나은 접근성은 새로운 통근 철도와 Fulton Street에 중심을 둔 새로운 도심지 운송센터의 형태로 계획되어 있다.

## 지금의 월스트리트

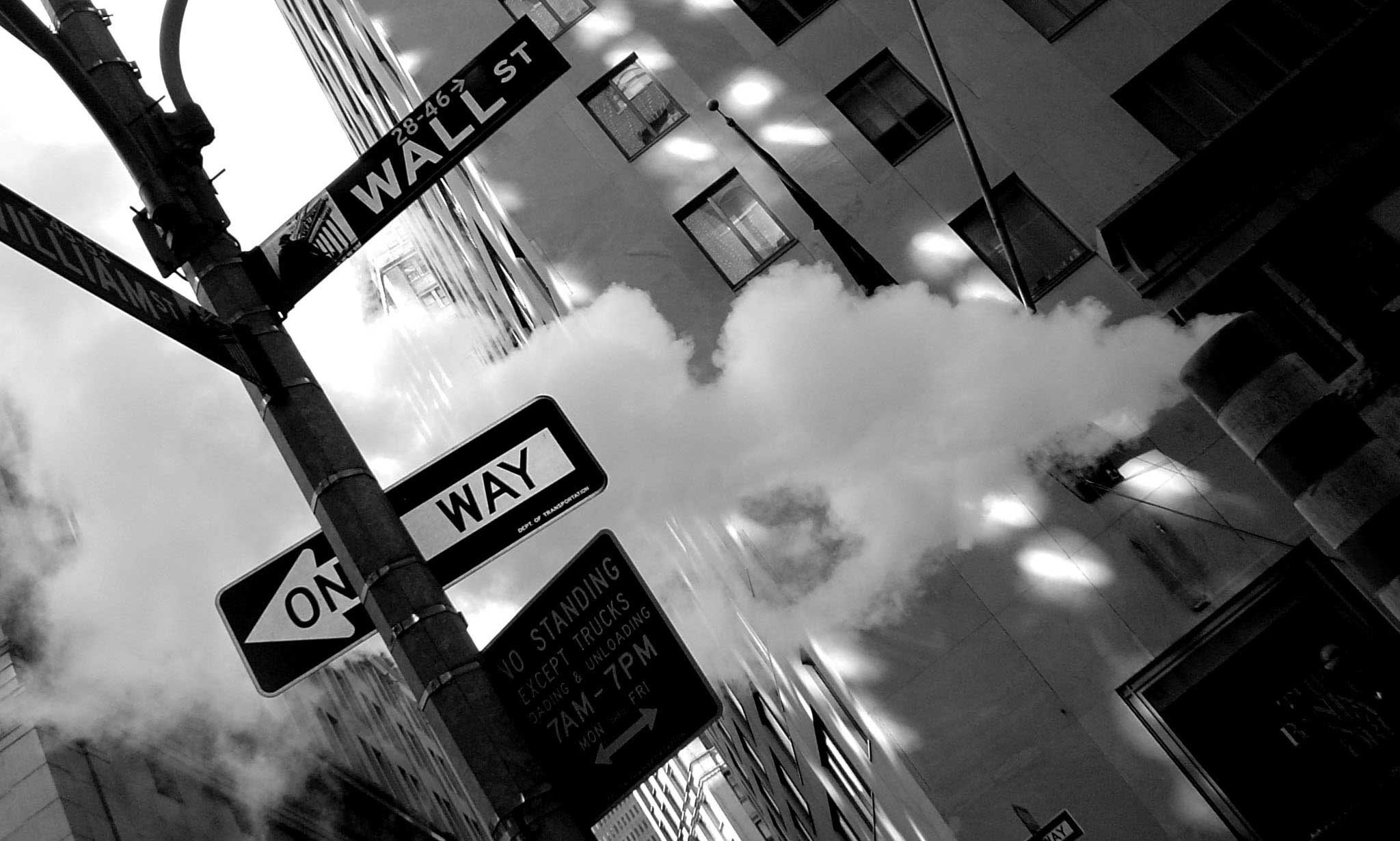
William Street를 가로지르는 월스트리트의 증기 더미

오늘날 한 기업을 "월스트리트 회사"라고 부르기 위해서 꼭 그 회사가 물리적으로 월스트리트에 위치해 있을 필요는 없다. "월스트리트 회사"는 그보다는 그 기업이 금융 서비스를 다룬다는 것을 의미하며 이런 기업은 세계 어느 곳에 본사를 두고 있어도 상관없다. 오늘날, 월스트리트의 많은 노동력은 중규모부터 대규모까지의 기업에서 일하는 법이나 금융 분야의 전문가들로 이루어지는 경향이 있다. 근처의 회사들 중 많은 수가 전문가들의 입맛과 노동력의 필요를 충족시키는 지역회사(local companies)와 체인점들(chain stores)이다. 금융행정구에 일하는 대다수의 사람들은 롱 아일랜드, 코네티컷, 펜실베이니아, 뉴저지, 그리고 허드슨 밸리 아래쪽과 같은 교외 지역에서 통근한다.
종종 월스트리트의 문화는 경직되었다고 비난받는다. 이것은 월스트리트의 설립세력의 이권 보호와 WASP 설립세력과의 연결고리에서 기인하는 수십 년된 고정관념(stereotype)이다. 최근의 비평은 구조적 문제와 안정된 습관을 바꾸려고 하는 의지의 부족에 초점이 맞춰져 있다. 월스트리트의 설립세력은 정부의 태만과 규제에 저항한다. 동시에, 뉴욕시는 매우 관료적인 도시로서 명성을 가지고 있으며, 이는 중간 클래스의 기업가들이 이들의 이웃이 되기 어렵거나 심지어 불가능하도록 만든다.
금융행정구 안에 있는 뉴욕 연방준비은행은 연방준비(Federal Reserve) 은행업무(banking) 시스템의 설립 때부터 미국의 금융 정책이 실현되는 곳이다(비록 이것이 워싱턴 DC의 연방준비은행의 통치자이사회(Board of Governors)에서 정해지긴 했음에도). As such, 뉴욕주는 오늘날 연방준비은행업무 시스템의 행정구역을 구성하는 유일한 주이다. 그러나 이는 부분적으로는 당시 미국의 인구분산의 덕택이다. 1960년대까지는 뉴욕은 미국에서 가장 인구가 많은 주였다.(지금은 캘리포니아와 텍사스에 이어 세 번째를 기록하고 있다.) 뉴욕 연방준비회의 총장은 영구적인 표를 가지는 유일한 지역 은행 총장이고 전통적으로 이의 부 의장으로 선출된다.(The NY Federal Reserve's president is the only regional Bank president with a permanent vote and is traditionally selected as its vice chairman.) 이 은행은 이 거리 밑으로 80피트(25미터)의 금고를 가지고 있다. 이 보관소는 세계에서 가장 크며, 심지어는 Fort Knox보다도 크다.

## 건축물

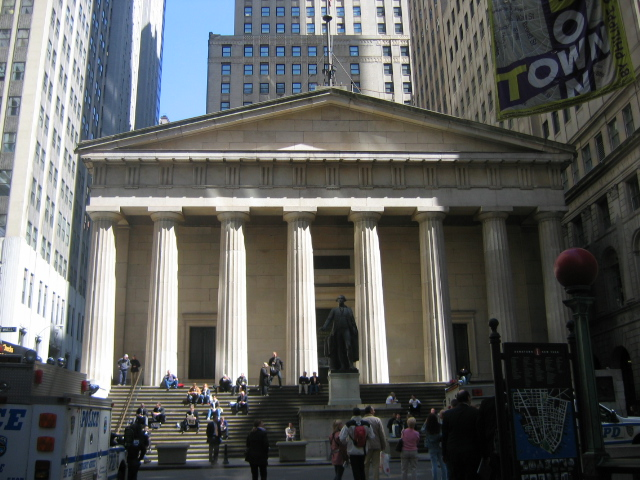
월가의 페더럴 홀

월스트리트의 건축 양식은 일반적으로 도금시대에 뿌리를 두고 있지만, 주변의 아르데코의 영향도 일부 있다. 월스트리트에는 페더럴 홀, 월스트리트 14번가 (월스트리트 번가), 월스트리트 40번가 (트럼프빌딩), 그리고 브로드스트리트 코너의 뉴욕 증권거래소와 같은 대표 건물 등이 있다.

## 교통
월스트리트는 통근 목적지이기 때문에 많은 교통 인프라가 개발되어있다. 오늘날, 뉴욕시 지하철은 월 스트리트에 세 개의 역을 가지고 있다.

## 같이 보기
- 다우 존스 산업평균지수
- 뉴욕의 경제

### 관계 서적 목록
- Atwood, Albert W. and Erickson, Erling A. "Morgan, John Pierpont, (Apr. 17, 1837 - Mar. 31, 1913)," in Dictionary of American Biography, Volume 7 (1934)
- Carosso, Vincent P. The Morgans: Private International Bankers, 1854-1913. Harvard U. Press, 1987. 888 pp. ISBN 978-0-674-58729-8
- Carosso, Vincent P. Investment Banking in America: A History Harvard University Press (1970)
- Chernow, Ron. The House of Morgan: An American Banking Dynasty and the Rise of Modern Finance, (2001) ISBN 0-8021-3829-2
- Fraser, Steve. Every Man a Speculator: A History of Wall Street in American Life HarperCollins (2005)
- Geisst; Charles R. Wall Street: A History from Its Beginnings to the Fall of Enron. Oxford University Press. 2004. online edition 보관됨 2012-07-01 - 웨이백 머신
- John Moody; The Masters of Capital: A Chronicle of Wall Street Yale University Press, (1921) online edition
- Morris, Charles R. The Tycoons: How Andrew Carnegie, John D. Rockefeller, Jay Gould, and J. P. Morgan Invented the American Supereconomy (2005) ISBN 978-0-8050-8134-3
- Perkins, Edwin J. Wall Street to Main Street: Charles Merrill and Middle-class Investors (1999)
- Robert Sobel The Big Board: A History of the New York Stock Market (1962)
- Robert Sobel The Great Bull Market: Wall Street in the 1920's (1968)
- Robert Sobel Inside Wall Street: Continuity & Change in the Financial District (1977)
- Strouse, Jean. Morgan: American Financier. Random House, 1999. 796 pp. ISBN 978-0-679-46275-0